# Madhuca cuneata
Madhuca cuneata là một loài thực vật có hoa trong họ Hồng xiêm. Loài này được (Blume) J.F.Macbr. mô tả khoa học đầu tiên năm 1918.